# Ouro Preto
Ouro Preto 66000 lakosú városa Brazília Minas Gerais államában fekszik, korábbi gyarmati bányásztelepülés a Serra do Espinhaço-hegységben. A város jelentős barokk építészeti műemlékeinek köszönhetően került fel az UNESCO világörökségi listájára.

## Története
A 17. század végén rabszolgavadászok (bandeiranték) érkeztek a vidékre, akik az egyik patakban apró fekete rögöket találtak, amelyekről kiderült, hogy 23 karátos aranyat rejtenek. A város erről kapta a nevét (Ouro Preto: fekete arany). A hír nyomán kitört az aranyláz, és 1698-tól kezdve özönlöttek a területre a szerencsevadászok. Mivel a rengeteg ember ellátásával senki nem törődött, 1700-ban és 1701-ben olyan éhínség dühöngött, amely sokakat menekülésre késztetett. Pár év múlva egy portugál megvásárolta a területet,  az aranyásók visszatértek, s megalapították Vila Rica de Albuquerque települését (Vila Rica: gazdag település). Ouro Preto a magját alkotta az új városnak, s egy idő múlva átadta a nevét is.
Az aranykorszak az 1725 és 1750 közötti években tetőzött. Az első kőépületet, a kormányzói palotát csak 1740-ben építették, s nyomán a 18. század második felében kialakult a város mai képe. 1789-ben Ouro Preto volt a kiindulópontja az Inconfidência-összeesküvésnek, ami a Portugáliától való elszakadást és a független brazil állam megalapítását tűzte ki célként. Az összeesküvést leleplezték, résztvevőit kivégezték vagy száműzték más portugál gyarmatokra. 1822-ben viszont már tiltakoztak a Portugáliától való elszakadás ellen. 1876-ban nyitotta meg kapuit az Escola de Minas, ahol bányamérnököket képeztek. 1822-től 1897-ig Ouro Preto volt Minas Gerais fővárosa, majd a kormányzat átköltözött Belo Horizontéba
Ma a város fő bevételi forrása a turizmus mellett az arany-, vas- és mangántermelés, valamint a textilipar, bányászati főiskolája Brazíliában a legjelentősebb. A fémek mellett bányásznak zsírkövet, dolomitot és márványt is, valamint drága- és féldrágaköveket: turmalint, gránátkövet és topázt. Az igen értékes, narancssárgás színű imperiál topáz csak itt található. Ouro Preto egyetemén (Universidade Federal de Ouro Preto) napjainkban 8000 diák tanul.

## Főbb látnivalók

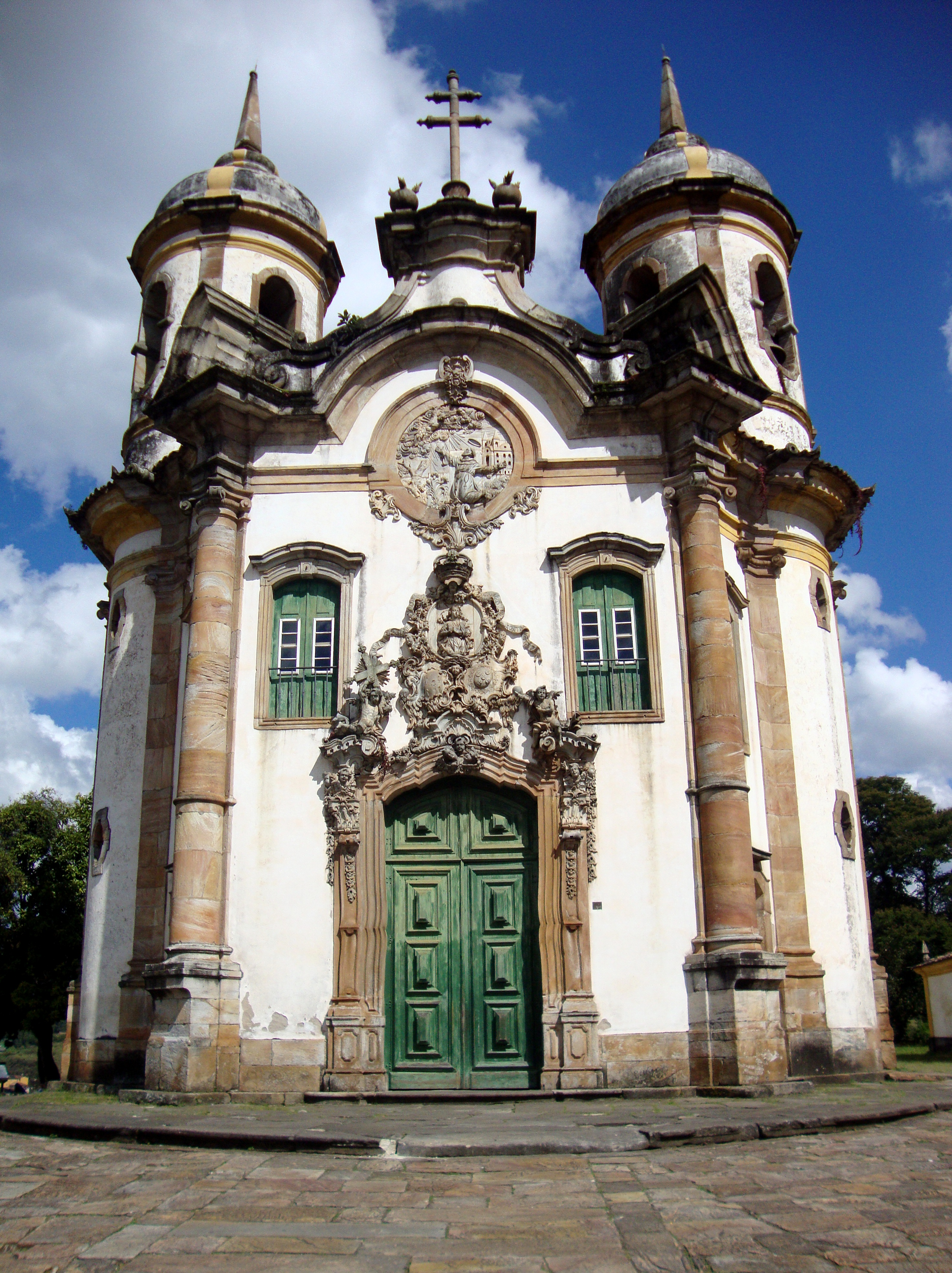
A São Fancisco de Assis-templom

A várost, mint a gyarmati barokk építészet és művészet ("Barroco Mineiro") értékes alkotásainak őrzőjét, 1933-ban a brazil kormány nemzeti műemlékvárossá nyilvánította. Templomait gazdag aranyozás és a legnagyobb brazil barokk építész és szobrász, Aleijadinho művei díszítik.
- Inconfidência Múzeum: korábban a városi tanács székhelye és fogház. 1784 és 1854 között épült.
- Volt kormányzói palota: 1740-ben épült. Az egyetlen épület a városban, amelynek márvány homlokzata és egyszerű vonalú toszkán oszlopsora van. Ma itt kap helyet az Ásványtani Múzeum.
- São Fancisco de Assis-templom: 1766 és 1794 között épült Aleijadinho tervei alapján. Ő faragta a főoltárt és a szobrok nagy részét is. A homlokzatot is az ő szappankőből készült művei díszítik. A templom hat mellékoltárának egyikét Magyarországi Szent Erzsébetnek szentelték. A mennyezeti képen Szűz Mária és az angyalok mulattok. A templom a művészettörténészek véleménye szerint a kor bazil építészetének legnagyszerűbb alkotása.
- Nossa Senhora da Conceição de Antônio Dias-templom: egy bandeirante, Antônio Dias vagyonából építették 1727 és 1770 között Aleijadinho apjának, Manuel Francisco Lisboának tervei alapján. Ebben a templomban nyugszik Aleijadinho, és az épülethez csatlakozik múzeuma, a Museu do Aleijadinho.
- Santa Efigênia-templom: a hagyomány szerint 1742 és 1749 között abból az aranyból építették, amelyet a négerek bányásztak, s az asszonyok a szenteltvíztartóban mosták ki a hajukból a beleragadt aranyport.
- Casa dos Contos: az épület, amelyet 1782-1787 között építettek, Ouro Preto legszebb világi épülete. Az idők folyamán a házban kapott helyet az adóhivatal, majd a pénzverde, valamint a tartományi kincstár is. Ma múzeum.
- Ponte dos Contos (Contos-híd): 1744-ben építették.
- Nossa Senhora do Pilar-székesegyház: 1720 és 1760 között építették. A templomhajó díszítését Aleijadinho nagybátyja tervezte és faragta. Érdekes, hogy a templom mennyezete szélesebb, mint a padlója, falai enyhén kifele dőlnek.

## Híres emberek
Itt született Bernardo Guimarães, a Rabszolgasors című regény írója.

## Külső hivatkozások
- A történelmi városész űrfelvételen (Google Map)
- Információk (angol)
- Ouro Preto hivatalos honlapja
- Universidade Federal de Ouro Preto
- Turizmus
- Escola de Minas (portugál)